# Молијер
Молијер (фр. Molière), правим именом Жан Батист Поклен (фр. Jean-Baptiste Poquelin; Париз, 15. јануар 1622 — Париз, 17. фебруар 1673) био је француски глумац, писац комедија и директор позоришта из епохе класицизма.
Сам је себе назвао Молијер као псеудоним. Рођен је у породици имућног краљевог тапетара, завршио је право, али се одрекао правничке каријере и постао глумац. У Паризу је основао позоришну дружину „Славно позориште“ („L'Illustre Theatre“) за коју је прерађивао италијанске комедије и с којом дванаест година лутајући обилазио провинције. У почетку пише фарсе, а прве комедије су му у стиховима. Написао је низ комада у прози и стиху. Представник је класицизма. Исмејавао је ондашње друштво, сталешке предрасуде, поквареност племства и грамзивост буржоазије, а није презао ни од осуде лицемјерног католичког свештенства. Молијер је развио италијанску комедију интриге у друштвену комедију и комедију обичаја с трагикомичном позадином у којима величина комичнога досеже размере трагичнога. Године 1660. преузео је краљевско позориште у Паризу. Код њега се примећује утицај учене комедије (commedia erudita) и комедије умећа (commedia dell'arte), те утицај античких римских комедиографа (Плаут).
Године 1643. млади Молијер је почео да носи свој псеудоним и коначно окренуо леђа каријери дворског собара и декоратера. После детињства и младости проведених у Паризу, Молијер је дуго боравио у јужној и западној Француској. Тамо се развијао његов комични геније. Повратак у Париз 1658. је био само у први мах скроман. Већ следеће године велики успех и почетак славе донеле су му Смешне прециозе, први значајнији комад, јер је до тада написао само неколико лакрдија без веће важности. После овог тријумфа почео је, у ствари, стваралачки период у Молијеревом животу. Он је са трупом дошао под непосредну заштиту двора и уистину постао краљевски комедиограф.
Молијер је био писац, режисер и глумац. Овај велики мајстор смеха, можда највећи у читавој светској књижевности, умирао је подсмевајући се болести, лекарима, људској глупости, чак и самој смрти.
Пре него што се 17. фебруара 1673. године завеса посљедњи пут спустила за њим, њему је још остало довољно снаге, његовог огромног генија да и бледило и самртничке грчеве свога лица претвори у неодољиво смешне.

## Биографија

### Детињство и школовање
Молијер је рођен у Паризу 15. јануара 1622. Био је син Жана Поклена и Мари Кресе, ћерке из успешне грађанске породице. Мајка му је преминула када је имао 10 година, а чини се да с оцем није успоставио близак однос. Након мајчине смрти, живео је с оцем изнад „Pavillon des singes“ у улици Свети Оноре, у имућном делу Париза. Његов отац је био дворски декоратер и имао је титулу краљевског собара. Од Молијера се није очекивало много, али он није могао одолети љубави према књижевности и писању.
Вероватно је да је његово образовање започело у париским основним школама, након чега је уписао престижни исусовачки Collège de Clermont, где је завршио школовање у строгом академском окружењу.
Године 1631. Жан Поклен је од краља Луја XIII купио положај „лични слуга краљевог двора и чувар тепиха и тапета“ („valet de chambre ordinaire et tapissier du Roi“). Његов син преузео је исти положај 1641. Титула је захтевала само три месеца рада и почетни трошак од 1200 ливри, а доносила је годишњи приход од 300 ливри и омогућавала бројне уносне уговоре.
Поклен је учио за провинцијског адвоката негде око 1642, вероватно у Орлеану, али није забележено да је довршио учење. До тада је Молијер следио очев план, дружио се са племством на Collège de Clermont и чинило се да му је предодређена каријера у канцеларији.

### Почетак позоришне делатности
У јуну 1643. у својој 21 години, Молијер напушта свој социјални сталеж и одлучује се за каријеру на позорници. Напустивши оца, прикључио се глумици Мадлен Бежар, са којом се и раније сусретао и основао позориште Illustre Théâtre. Касније су им се придружили Мадленини брат и сестра.
Нова позоришна група је банкротирала 1645. Молијер је постао вођа групе, делимично због глумачког умећа и делимично због правног знања. Група је нагомилала велике дугове, понајвише због изнајмљивања позоришта (игралишта за спорт jeu de paume, спорт сличан тенису), за шта су дуговали 2000 ливри.
Историчари не знају са сигурношћу да ли је његов отац или љубавник једне од чланица групе платио дугове, јер се Молијер након 24 сата проведених у затвору вратио у глумачке кругове. Тада је почео да користи псеудоним Молијер, за који се претпоставља да је био инспирисан малим селом истог имена у Миди (колоквијални назив за јужну Француску) у близини насеља Ле Виган. Могуће је да је променио име како би заштитио оца од срамоте што има глумца у породици (глумце држава више није омаловажавала под владавином Луја XIV, али и даље им није допуштано да буду сахрањивани на светом тлу).
Након затварања, он и Мадлен започели су позоришну турнеју по провинцији са новом позоришном групом; то је трајало око 12 година, током којих је у почетку наступао у трупи Шарла Дуфресна, а касније је основао и своју групу, која је била довољно успешна и задобила спонзорство Филипа I, војводе од Орлинса.
Из тога времена сачувано је неколико представа, од којих су најзначајније L'Étourdi, ou le Contretemps и Le Docteur amoureux, у којима се Молијер удаљио од великог утицаја италијанске импровизације Commedia dell'arte, и показао свој дар за изругивање.
Током својих путовања сусрео се са Армандом, принцом Контија, гувернером Лангдока, који је постао његов спонзор, те је групу прозвао по себи. Пријатељство је прекинуто када се Конти, заражен сифилисом, покушао да се излечи религијом. Верски саветници говорили су му против подржавања Молијереове позоришне групе, те му саветовали да се придружи његовим супарницима, групама Parti des Dévots и Compagnie de Saint Sacrement.
У Лиону, госпођица Ду Парк (Marquise-Thérèse de Gorla), знана као Маркиза, придружила се групи. Маркизи се неуспешно удварао Пјер Корнеј, а касније је постала љубавница Жана Расина.
Расин је понудио Молијеру своју трагедију Théagène et Chariclée (једно од његових првих дела након што је напустио студије теологије), али Молијер није желео да је изводи, иако је подржавао Расина у наставку његове уметничке каријере. Сматра се да је Молијер убрзо постао љут на Расина када је сазнао да је трагедију понудио и позоришној групи Hôtel de Bourgogne.

### Повратак у Париз
Молијер је био присиљен да наступа у Паризу. Првобитно је неколико недеља био изван града како био промовисао себе међу господом и како би његов углед у Паризу порастао. У Париз је дошао 1658. године. Пред краљем је у Лувру (који се тада изнајмљивао као позориште) извео Корнејеву трагедију Nicomède и фарсу Le Docteur amoureux са понешто успеха. Додељена му је титула Месјеова трупа (Troupe de Monsieur) (месје је била почасна титула за краљевог брата Филипа I, војводу Орлеана). Уз помоћ Месјеа његовој групи је дозвољено да дели позориште у великој дворани Петит-Бурбон са познатом италијанском групом Commedia dell'arte, Тиберио Фиорели, назван Scaramouche, (лик кловна у италијанским представама Commedia dell'arte). Групе су наступале у различитим вечерима. Премијера Les Précieuses ridicules (Смешне каћиперке) догодила се у Петит-Бурбону 18. новембра 1659. Дело је било први покушај Молијера да исмеје одређене друштвене навике и односе тада присутне у Француској.
Опште је прихваћено да је радња заснована на делу Самјуела Шапузоа Le Cercle des femmes из 1656. Примарно изругује Француску академију, групу коју је оформио кардинал Ришеље под краљевском одредбом да утврди правила слабог француског позоришта. Академија је заговарала јединство времена, радње и стила стиха. Молијер се често повезује са изразом да комедија „castigat ridendo mores“ или „критикује обичаје кроз хумор“, који је сковао његов савременик Жан де Сантел, те се често криво сматра класичном латинском пословицом.
Иако је преферирао трагедије, које је покушавао да усаврши са Illustre Théâtre, постао је славан због својих фарси, које су обично писане у једном чину и извођене су након трагедије. Неке од тих фарси само су делимично написане и извођене су у стилу commedia dell'arte са импровизацијом уз кратки обрис заплета (итал. canovaccio). Написао је и две комедије у стиху, али су биле мање успешне, те се сматрају мање значајнима. Касније у животу посветио се писању музичких комедија у којима драму прекида песма или плес.

### Комедијски балети
Године 1661, Молијер је увео стил комедијског балета у контексту Les Fâcheux. Ови балети су били прелазна форма плесних перформанси између дворских балата Луја XIV и уметности професионалних позоришта која је развијена током развојног ступња употребе просценске позорнице. До развоја комедијских балета је дошло случајно кад је Молијер био ангажован да постави представу и балет у част Луја XIV, иако није имао трупу довољне величине да задовољи тај захтев. Молијер је стога одлучио да комбинује балет и представу како би задовољио захтев, док су извођачи хватали дах и пресвлачили костиме. Овај ризични потез је уродио плодом и Молијер је ангажован да продуцира још дванаест других комедијских балета до краја његовог живота. Током израде комедијских балета Молијер је сарађивао са Пјером Бошаном. Бошан је кодификовао пет балетских позиција стопала и руку и био је делимично одговоран за креирање Бошан-Фејове плесне нотације. Молијер је исто тако сарађивао са Жан-Батистом Лилијем. Лили је био плесач, кореограф, и композитор, чија је доминантна владавина Париском опером трајала петнаест година. Под његовом командом, балет и опера су заслужено постали професионалне уметности. Комедијски балети су блиско интегрисали плес са музиком, те их је њихова акција представе и стил континуитета јасно одвајао од представа дворских балета у то време; осим тога, у комедијским балетима се очекивало од плесача и глумаца да имају важне улоге у току приче представе. Слично томе, професионално тренирани плесачи и дварани су се дружили у комедијским балетима - Луј XIV је чак играо улогу Египћанина у Молијеровој Le Mariage forcé (1664), а такође се појавио као Нептун и Аполон у његовој задњој представи Les Amants magnifiques (1670).

### Смрт
Молијер је боловао од плућног облика туберкулозе којом се вероватно заразио као младић у затвору. Један од најпознатијих тренутака у његовом животу је био онај задњи, који је постао легендаран. Током извођења своје последње представе, на позорници је колабирао због напада кашља током којег је искашљавао крв (хемоптизија). Представа је садржавала раскошне плесне тачке уз музику композитора Марк-Антоана Шарпантјеа која се иронично звала Le Malade imaginaire („Умишљени болесник“). Молијер је инсистирао да заврши наступ. Након наступа поновно је колабирао после поновног крварења, па је одведен кући, где је преминуо неколико сати касније без примања јелоосвећења, јер су два свештеника одбила позив, док је трећи дошао прекасно. Празноверје како зелена боја глумцима доноси лошу срећу потиче од његовог задњег наступа, за време којег је носио зелену одећу.
По француским законима тога времена глумцима није било допуштено да буду сахрањени на светом тлу гробља. Ипак је Молијерова удовица Арман замолила краља да њеном супругу омогући уобичајен погреб. Краљ се сложио те је Молијерово тело сахрањено у делу гробља намењеном за некрштену одојчад. Године 1792. његови остаци су пренесени у музеј, а 1817. је сахрањен на гробљу Père Lachaise у Паризу, у близни гроба де Лафонтена.

## Пријем његових дела
Иако су конвенционални мислиоци, религиозни лидери и медицински стручњаци у Молијеровом времену критиковали његов рад, њихове идеје нису стварно умањиле његов широко распрострањен успех код јавности. Други драмски писци и компаније почели су да емулирају његов драмски стил у Енглеској и Француској. Молијерови радови наставили су да добијају позитиван одзив у Енглеској током 18. века, мада у то време нису били топло дочекивани у Француској. Међутим, током француске рестаурације 19. века, Молијерове комедије су постале популарне и код француске публике и критичара. Романтичари су се дивили његовим драмама због неконвенционалног индивидуализма који су портретисале. Учењаци 20. века су наставили да се баве овим интересовањем за Молијера и његове представе и наставили су да разматрају широк спектар питања везаних за овог драмског писца. Многи критичари сада померају фокус своје пажње са филозофских, верских и моралних импликација у његовим комедијама на објективније истраживање његовог приступа комедији.
Молијерове радове је превео у енглеску прозу Џон Озел 1714. године, Кертис Хиден Пејџ је био први да припреми пун превод Молијерових стихова попут Tartuffe на енглеском 1908. године. Од тада, значајне преводе су урадили Ричард Вилбур, Доналд М. Фрејм, и низ других.
У својим мемоарима с насловом A Terrible Liar, глумац Хјум Кронин пише да је 1962. године, прослављени глумац Лоренс Оливије критиковао Молијера у једној конверзацији с њим. Према Кронину, он је поменуо Оливејеу да намерава да игра главну улогу у The Miser, на шта је Оливије узвратио, „Молијер? Смешно као отворен гроб бебе.“ Кронин даље коментарише тај инцидент: „Можете замислити како сам се осећао. Срећом, он није био у праву.“

## Дела
| Дело                            | Име у оригиналу                           | Жанр                                                 | Настанак            |
| ------------------------------- | ----------------------------------------- | ---------------------------------------------------- | ------------------- |
| Летећи лекар                    | Le Médecin volant                         | Фарса у једном чину и у прози                        | 1645.               |
| Барбујеова љубомора             | La Jalousie du Barbouillé                 | Фарса у једном чину и у прози                        | 1650.               |
| Ветропир, или све у своје време | L'Étourdi ou les Contretemps              | Комедија у пет чинова и у стиху                      | 1655.               |
| Љубавна размирица               | Le Dépit amoureux                         | Комедија у пет чинова и у стиху                      | 16. децембар 1656.  |
| Заљубљени лекар                 | Le Docteur amoureux                       | Комедија у једном чину и у прози                     | 24. октобар 1658.   |
| Смешне каћиперке                | Les Précieuses ridicules                  | Комедија у једном чину и у прози                     | 18. новембар 1659.  |
| Умиишљени рогоња                | Sganarelle ou le Cocu imaginaire          | Комедија у једном чину и у стиху                     | 28. мај 1660        |
| Дон Гарсија Наварски            | Dom Garcie de Navarre ou le Prince jaloux | Херојска комедија у пет чинова и у стиху             | 4. фебруар 1661.    |
| Школа за мужеве                 | L'École des maris                         | Комедија у три чина и у стиху                        | 24. јун 1661.       |
| Гњаватори                       | Les Fâcheux                               | Комедија-балет у три чина и у стиху                  | 17. август 1661.    |
| Школа за жене                   | L'École des femmes                        | Комедија у пет чинова и у стиху                      | 26. децембар 1662.  |
| Љубомора Великог Ренеа          | La Jalousie du Gros-René                  |                                                      | 15. април 1663.     |
| Критика школе за жене           | La Critique de l'école des femmes         | Комедија у једном чину и у прози                     | 1. јун 1663.        |
| Версајске импровизације         | L'Impromptu de Versailles                 | Комедија у једном чину и у прози                     | 14. октобар 1663.   |
| Le Mariage forcé                | Le Mariage forcé                          | Комедија у једном чину и у прози                     | 29. јануар 1664.    |
| Велики Рене, мало дете          | Gros-René, petit enfant                   |                                                      | 27. април 1664.     |
| Принцеза од Елида               | La Princesse d'Élide                      | Галантна комедија у пет чинова, у стиху и у прози    | 8. мај 1664.        |
| Тартиф                          | Tartuffe ou l'Imposteur                   | Комедија у пет чинова и у стиху                      | 12. мај 1664.       |
| Дон Жуан                        | Dom Juan ou le Festin de pierre           | Комедија у пет чинова и у прози                      | 15. фебруар 1665.   |
| Лекарова љубав                  | L'Amour médecin                           | Комедија у три чина и у прози                        | 15. септембар 1665. |
| Мизантроп                       | Le Misanthrope ou l'Atrabilaire amoureux  | Комедија у пет чинова и у стиху                      | 4. јун 1666.        |
| На силу лекар                   | Le Médecin malgré lui                     | Комедија у три чина и у прози                        | 6. август 1666.     |
| Мелисерт                        | Mélicerte                                 | Херојска пасторална комедија у два чина и у стиху    | 2. децембар 1666.   |
| Комична пасторала               | Pastorale comique                         |                                                      | 5. јануар 1667.     |
| Сицилијанац                     | Le Sicilien ou l'Amour peintre            | Комедија у једном чину и у прози                     | 14. фебруар 1667.   |
| Амфитрион                       | Amphitryon                                | Комедија у три чина и у стиху                        | 13. јануар 1668.    |
| Жорж Данден                     | George Dandin ou le Mari confondu         | Комедија у три чина и у прози                        | 18. јул 1668.       |
| Тврдица                         | L'Avare                                   | Комедија у пет чинова и у прози                      | 9. септембар 1668.  |
| Господин Де Пурсењак            | Monsieur de Pourceaugnac                  | Комедија-балет у три чина и у прози                  | 6. октобар 1669.    |
| Чудесни љубавници               | Les Amants magnifiques                    | Комедија у пет чинова и у прози                      | 4. фебруар 1670.    |
| Грађанин племић                 | Le Bourgeois gentilhomme                  | Комедија-балет у пет чинова и у прози                | 14. октобар 1670.   |
| Психа                           | Psyché                                    | Трагедија-балет у пет чинова и у стиху               | 17. јануар 1671.    |
| Скапенове сплетке               | Les Fourberies de Scapin                  | Комедија у три чина и у прози                        | 24. мај 1671.       |
| Грофица од Ескарбагнаса         | La Comtesse d'Escarbagnas                 | Комедија у једном чину и у прози                     | 2. децембар 1671.   |
| Учене жене                      | Les Femmes savantes                       | Комедија у пет чинова и у стиху                      | 11. март 1672.      |
| Уображени болесник              | Le Malade imaginaire                      | Комична мешавина музике и плеса у три чина и у прози | 10. фебруар 1673.   |